# Francisco de Heredia y Vergara
Francisco de Heredia y Vergara (Córdoba, España, 1760 - San Juan Bautista de Villahermosa, Tabasco, Nueva España, Imperio Español, 4 de mayo de 1818) Fue un militar español que llegó a tener el grado de Coronel de Milicias. Desde muy joven viajó a la Nueva España estaleciéndose en Yucatán en donde ocupó varios cargós públicos y militares. En 1814 fue nombrado por el rey Fernando VII gobernador de la provincia de Tabasco, cargo que desempeñó hasta su muerte.

## Primeros años
Francisco de Heredia nació en la ciudad de Córdoba, España, en el año de 1760, siendo hijo del matrimonio formado por don Sebastián de Heredia y doña María Antonia Muñóz de Vergara. Desde muy joven viajó a la Nueva España, llegando a Yucatán en 1787, en compañía del Capitán de navío de la Real Armada don Lucas de Gálvez.
Se casó en la ciudad de Mérida con doña Manuela de Aranda y Ceballos el 4 de marzo de 1791. En el año de 1798 acompañó como Comandante de campo, al gobernador y capitán general de Yucatán Arturo O'Neill en su expedición contra Belice.
En octubre de 1807 fue nombrado Coronel de los Reales Ejércitos por el rey Carlos IV, y más tarde ocupó el cargo de subinspector de la Milicia de los Pardos de Mérida.

## Gobernador de Tabasco
A finales de 1813, el Coronel de Milicias Francisco de Heredia, fue nombrado por el rey como Gobernador de la provincia de Tabasco, llegando a la capital San Juan Bautista de Villahermosa en enero de 1814 Disciplinado, rígido y activo, Heredia se distinguió por no ejercer venganza durante su régimen en contra de sus contrarios en política.
Uno de sus primeros actos de su gobierno, fue establecer en Tabasco cuatro brigadas de guardacostas y una compañía de voluntarios, realistas fieles, vecinos de la provincia y de posición desahogada, que estaban al mando del Capitán Juan de Molina.
A los pocos meses de estar en el gobierno de Tabasco, el Coronel Francisco de Heredia, recibió a finales de julio, una comunicación firmada por el capitán general de Yucatán don Manuel Artazo Torredemer en la que le informaba de la liberación del rey Fernando VII, y que este, en un manifiesto con fecha 4 de mayo de 1814 había abolido la Constitución de 1812, así como todas las leyes dadas por las Cortes de Cádiz en 1810, y le ordenaba que procediese a cumplir con la real disposición. 
Heredia y Bergara disolvió entonces los ayuntamientos constitucionales de la Capital y de los demás partidos de la provincia, con gran alegría para los partidarios del absolutismo, quienes en son de burla pasearon la Constitución en una ceremonia fúnebre por las calles de Villahermosa, para después sepultarla en un nicho abierto en el obelisco de la Plaza de la Constitución, entre cantos, bailes y cohetes. Sin embargo, el Coronel Heredia no molestó a los constitucionalistas entre los que se encontraban José Eduardo de Cárdenas, Agustín Ruiz de la Peña, José María Ruiz de la Peña, José Puich, José Pérez Medina y Fernández y Antonio de Serra y Aulet.
En el año de 1815 por instrucciones de Francisco de Heredia, comenzó a construirse el templo de Jalpa de tres naves, uno de los mejores de toda la provincia de Tabasco. Y el 25 de marzo se reanuda el "Paseo del Pendón Real" por las calles de la capital del estado, el cual había sido abolido por las Cortes de Cádiz. Durante el gobierno de Heredia y Vergara se procedió también a continuar con las obras del panteón general de Villahermosa, el cual se proyectó y comenzó a construirse en 1813, inaugurándose el 2 de noviembre de 1816.

### Aires de independencia en Tabasco
En 1814 inician los movimientos independentistas en Tabasco, el Capitán José María Jiménez Garrido profirió el "grito de Independencia" sin embargo, el gobernador Francisco de Heredia logró apresarlo y lo trasladó a San Juan de Ulúa.
En 1815, y debido a los movimientos independentistas que ya se suscitaban en la Nueva España, el gobernador Francisco de Heredia envió tropas a la frontera occidental de la provincia de Tabasco y a ayudar a las de Acayucan para evitar la invasión de las fuerzas insurgentes a Tabasco.  Previendo un ataque independentista por mar, Heredia y Vergara, mandó levantar un plano de la barra del Grijalva desde su desembocadura al mar, hasta el pueblo nuevo de San Fernando de la Frontera, el cual fue elaborado por el primer piloto don Tomás Avendaño. También mandó a colocar artillería en el Fuerte Santa Isabel ubicado en la entrada de la barra.
Ese mismo año, y conforme al mando del virrey Calleja, se levantaron actas en Villahermosa y demás pueblos y cabeceras de partidos políticos, en apoyo a la Corona Española y protestando en contra del Congreso reunido en Apatzingán, Michoacán y quemando los ejemplares de la Constitución de Apatzingán.
El 12 de febrero de 1816, Atanacio de la Cruz se alzó en armas y tomó la villa de Huimanguillo, pretendía tomar también Cunduacán, Acayucan, Guazacoalcos y Tonalá, sin embargo, el gobernador Heredia y Vergara se apresuró a terminar con la conspiración, reunió a 400 hombres armados en San Antonio de los Naranjos y dispuso que 150 de infantería y 80 de caballería marcharan sobre Huimanguillo para restablecer el orden, y envió tropas a Acayucan. El 5 de marzo de ese año, el gobernador Heredia informaba al virrey Félix María Calleja que la conspiración había sido frenada y los cabecillas apresados.
Los cabecillas de la conspiración, Atanacio de la Cruz, Simón Martínez, Esnanislao Martínez, José María Bolo y Pedro Gallegos, fueron enviados por Heredia a San Juan de Ulúa, en donde fueron juzgados y sentenciados, y posteriormente indultados por el virrey Apodaca el 25 de enero de 1817.

### Fundación oficial de Frontera
En 1817 Heredia inició la que sería una de las obras más importantes y trascendentales, con miras a proteger la "puerta natural" de la provincia de los posibles ataques insurgentes: la fundación de un pueblo al que llamó San Fernando de la Victoria. Dicho pueblo había sido fundado por el presbítero Tomás Helguera hacia 1780, sin embargo solo existían unas cuantas casas. Heredia y Vergara, después de fundarlo oficialmente, con el nuevo nombre de San Fernando de la Victoria, Fernando en honor al monarca español, Fernando VII y "de la Victoria" en recuerdo de Santa María de la Victoria, la primera villa española fundada por Cortés en tierra firme y que llegó a ser la capital de la provincia de Tabasco.
Heredia movió el pueblo (que Helguera había situado originalmente en "Sabana Nueva") a una legua del vigía de la barra principal, considerando que esto traería muchos beneficios, entre ellos una efectiva defensa, garantizada por la población que se establecería en la entrada de la provincia, sin tener que esperar auxilio desde la capital; el comercio y los reales impuestos de su majestad saldrían también beneficiados, ya que los buques que llegaran a la barra no hallaban el más mínimo auxilio de víveres ni gente y para llegar a Villahermosa tardaban de 20 a 30 días, lo que significaban grandes obstáculos para el desarrollo de la provincia.
Al hacer las gestiones ante el virrey Juan Ruiz de Apodaca, Heredia recordó:

"Cuando entró el conquistador Hernán Cortés, se le presentaron 40 000 guerreros en la entrada del río, y ahí se fundó la primer villa española en tierra firme, que más tarde había sido capital de la provincia hasta que se despobló por los constantes ataques de piratas ingleses..."'
Francisco de Heredia y Vergara

Cuando la autoridad de la Nueva España autorizó el proyecto, este ya no era un proyecto, sino era una realidad, lo que le acarreó críticas a Heredia, por no haber cumplido primero con los trámites burocráticos de rigor como avisar a la Intendencia de Yucatán y a las autoridades Virreinales y además la Real Hacienda no contaba con los recursos solicitados por el gobernador.

## Fallecimiento
El coronel Francisco de Heredia y Vergara, falleció en funciones el 4 de mayo de 1818 a consecuencia de un ántrax dorsal que lo tuvo postrado los últimos días. Inmediatamente después de su muerte el Alcalde Decano de Villahermosa don Juan de Molina, envió una carta al Teniente Coronel Lorenzo Santa María para que tomara posesión como gobernador interino de Tabasco.
Heredia y Vergara fue sepultado al día siguiente, con todos los honores de su rango en la ermita de la Concepción, localizada en el costado sur de la Plaza de Armas de Villahermosa.